# Precio de lanzamiento
El precio de lanzamiento obedece a la técnica de establecer precios relativamente bajos para el lanzamiento de un producto respecto a su eventual precio de mercado. La expectativa es que el precio inicial bajo asegurará la aceptación del mercado al romper las fidelidades existentes a otras marcas. El precio de lanzamiento se asocia generalmente con un objetivo de marketing de aumento de cuota de mercado o volumen de ventas más que maximización de beneficios a corto plazo.
Las ventajas del precio de lanzamiento para la compañía son:
- Puede provocar una difusión y adopción rápida del producto.
- Puede proporcionar altas cuotas de penetración en el mercado de manera rápida.
- Puede coger a la competencia por sorpresa, sin darles tiempo a reaccionar.
- Puede crear confianza entre el segmento de adoptadores iniciales.
- Puede crear un buen caldo de cultivo para el boca-oreja.
- Crea presiones sobre control de costes y reducción de costes desde el principio llevando a una mayor eficiencia posteriormente.
- Desincentiva la entrada de nuevos competidores. Los precios bajos actúan como una barrera de entrada (ver análisis de las 5 fuerzas de Porter).
- Puede crear una facturación mayor a lo largo del canal de distribución. Puede crear un entusiasmo crítico y apoyo dentro del canal.
- Puede estar basado en una fijación de precio sobre coste marginal, que es económicamente eficiente.

La principal desventaja del precio de lanzamiento es que establece expectativas a largo plazo para el producto, y establece preconcepciones para la marca y la compañía. Esto hace difícil el subir los precios más adelante. Además, algunos expertos dicen que los precios de penetración atraen sólo a los buscadores de gangas y que cambiarán de producto tan pronto como se suban los precios. Existe mucha controversia sobre si es mejor subir los precios gradualmente o a lo largo de un periodo de años (de modo que el consumidor no lo note) o bien realizar una única gran subida (que es más eficiente). Una solución común al problema de las expectativas de precio es establecer como precio inicial el precio de mercado a largo plazo, pero incluyendo el cupón de descuento inicial (ver promoción de ventas). De este modo, el consumidor percibe un precio alto aunque el precio actual de venta sea bajo. Otra desventaja potencial es que los márgenes bajos pueden no ser mantenidos tanto tiempo como para que la estrategia sea efectiva. 
El precio de lanzamiento es más apropiado cuando:
- La elasticidad de la demanda es alta.
- Existen sustanciales economías de escala disponibles.
- El producto es bueno para un mercado de masas.
- El producto va a afrontar una gran competencia tras el lanzamiento.
- En sectores donde la estandarización es importante, el producto que consigue gran penetración de mercado llega a ser el estándar (pej. Microsoft Windows) y otros productos, incluso superiores, acaban siendo marginados.

Una variante interesante de la estrategia del precio de penetración es la del cebo y el anzuelo en la que un producto inicial es vendido a bajo precio pero los recambios u otros productos complementarios vendidos a continuación se venden a precios superiores. Esta se ha convertido en una táctica casi universal para las impresoras domésticas en la que los cartuchos de tinta cuestan precios desorbitados en comparación con los de las impresoras.